# 進藤隆富
進藤 隆富（しんどう たかとみ）は、テレビ東京報道局記者、ニュースキャスター、ディレクター。

## 経歴・人物
慶應義塾大学卒業後の2000年に、テレビ東京へ入社。『ワールドビジネスサテライト』の記者、ディレクター、日銀担当記者、東証担当記者を経て、『NEWS MARKET 11』『TXNニュースアイ』などの番組で市況キャスターを務める。2009年からは、『ガイアの夜明け』でディレクターを担当。2010年10月から2014年3月28日まで、フィールドキャスターとして『WBS』に復帰していた。
『WBS』降板後の2014年6月から2016年10月までは、記者としてテレビ東京ニューヨーク支局へ赴任していた。2016年11月7日からは、平日の夕方に放送を開始する報道番組『ゆうがたサテライト』でフィールドキャスターを務めていたが、社内規程の違反により処分され、2017年8月8日に降板した。
株式会社テレビ東京ダイレクトへ出向、海外事業・新規プロジェクトチームのリーダーを務める。2023年よりテレビ東京の中国事業室で副部長を務める。

## 出演番組

### 過去
- ワールドビジネスサテライト（フィールドキャスター　2010.10～2014.3.28）
- Opening Bell（東証アローズ中継　2004.4～2007.3.30、マーケットブース（東証概況）2007.4.2～2008.9.26）
- Closing Bell（東証アローズ中継）
- NEWS MARKET 11（マーケット情報）
- TXNニュースアイ（マーケットアイ）
- ワールドビジネスサテライト（ニューヨーク支局記者　2014.6.26～2016.10.4）
- ゆうがたサテライト（フィールドキャスター[3]　2016.11.7～2017.8.7）